# Устьенский сельский совет (Борщёвский район)
Устьенский сельский совет (укр. Устянська сільська рада) — входит в состав
Борщёвского района
Тернопольской области
Украины.
Административный центр сельского совета находится в 
с. Устье.

## Населённые пункты совета
- с. Устье
- с. Михалков